# RIM-161標準三型飛彈
RIM-161標準三型飛彈（英語：RIM-161 Standard Missile 3，簡稱SM-3飛彈）是使用於美軍神盾系統（Aegis Ballistic Missile Defense System）的艦載反彈道飛彈（Anti-ballistic missile，ABM）。雖然主要是設計用於反彈道飛彈用途，但SM-3飛彈也可以當作反衛星飛彈來使用，可以來對抗位於近地軌道近端的衛星。目前SM-3飛彈主要為美國海軍、日本海上自衛隊及北大西洋公约组织相關國家使用。

## 操作過程
船用的AN/SPY-1 3D相位陣列雷達可以先發現彈道飛彈交由神盾系統解算。當標準飛彈發射時，MK 72固體火箭發動機將會把SM-3推送出Mark 41垂直發射系統（Mk 41 VLS），但是飛彈依然和船艦保持資料通訊。固體火箭發動機燃燒完後將會脫離，第二段MK 104固體雙衝程火箭（DTRM）將在空中點火。飛彈此時繼續接受來自船艦的GPS導引訊號，第三段ATK MK 136固體火箭（TSRM）將在第二段燒完後點火。TSRM將用脈衝點火提供SM-3推力30秒以攔截目標飛彈。
第三節燒完後，輕量外太空彈頭（LEAP）動能殺傷彈頭（KW）將利用船上傳來的資料搜尋目標。ATK固體燃料姿態控制系統（SDACS）可幫助彈頭在最後階段奔向目標飛彈。KW的感應器將會抓到飛彈並鎖定其要害部分。假如KW擊中到目標，將造成130百萬焦耳的貫穿能量把目標飛彈擊毀。

## 可攻擊人造衛星
2008年2月14日，美國官方發布演習計畫，使用SM-3從北太平洋三艘軍艦組成的小艦隊，攻擊已經失效的美國衛星USA 193，該衛星高度130海浬（240公里），官方理由為「避免衛星墜毀在市區」使衛星上的聯氨燃料物質危害人體。發言人指出SM-3飛彈軟體已經修改過能更高精確度辨認該衛星，與之前的反衛星演習用飛彈有所差異。
2008年2月21日早上3:26分（UTC）伊利湖号巡洋舰發射一枚SM-3，成功導引擊落標靶衛星USA 193號，當時該衛星時速22,783 mph（36,667 km/h），高度達太平洋上空247公里（133海浬）。迪凯特号驱逐舰 (DDG-73)及拉塞尔号驱逐舰 (DDG-59)使用陸海空監視裝置同步監控此次演習。

## 型號
| 美軍SM-3型編號 | 標準系列內部編號 | 內容： |
| -------------- | ---------------- | --- |
| RIM-161A       | SM-3 Block I,    | 研發用 |
| RIM-161B       | SM-3 Block IA    | 單色追蹤導向裝置，固體轉向姿勢控制系統（SDACS）                                                                          |
| RIM-161C       | SM-3 Block IB    | 雙色追蹤IIR導向裝置，滾體姿勢控制系統（TDACS）                                                                           |
| RIM-161D       | SM-3 Block IIA   | 長程SM-3，先進動能殺傷彈頭和21-英寸（530-）推進噴嘴，彈體直徑增為53.3cm，高速動能戰鬥部（HVKW），最大射高提高到500km     |
| RIM-161D       | SM-3 Block IIB   | 長程SM-3，先進動能殺傷彈頭和21-英寸（530-）推進噴嘴，彈體直徑增為53.3cm，高速動能戰鬥部（HVKW），先進高分辨尋標器（ADS） |

### SM-3 Block IIA/B
SM-3 Block IIA型飛彈為早期SM-3的改裝版，主要改善偵測器及加大第二節和第三節推進器至助推器的同等寬度，以增加燃料裝載量及増加燃盡速度，直徑53.3公分，最高速度每秒4.5公里 ，最大攔截高度500公里，攔截半徑為2500公里。飛彈本身不攜帶炸藥，主要依靠可轉向的動能彈頭以碰撞及衝擊來摧毀敵方目標。動能彈頭直徑21吋，時速超過6000英里，碰撞的衝擊力相當於1架10噸重貨車以時速960公里行駛，主要攔截射程為1000至5500公里的中程彈道導彈及遠程彈道導彈，對射程超過5500公里的洲際導彈也具有一定的攔截能力。SM-3 Block IIA為美國與日本共同研發，研發耗資約為30億美元，美國投入逾20億美元，日本則投入約10億美元。日本海上自衛隊計劃於2020至2021年部署在神盾戰鬥艦上。
2015年6月5日，於美國加州的美國海軍慕古角海上靶場成功進行第一次SM-3 Block IIA的實彈試射，該次試射並無發射目標靶彈，測試目的主要為評估導彈的鼻錐、操舵控制與推進器分離系統，以及第二階段轉彎飛行和第三階段進入軌道的表現。。
2015年12月8日，於美國加州的美國海軍慕古角海上靶場成功進行第二次SM-3 Block IIA的試射，該次試射並無發射目標靶彈，測試目的主要為評估、導彈整流罩、飛行控制部件、推進器分離、二及三級火箭發動機分離及動能彈頭的轉向與姿態控制系統等性能。
2017年2月4日，美国导弹防御署宣佈於美國夏威夷的太平洋海上成功進行了SM-3 Block IIA的首次攔截模擬彈道導彈測試，該次試射從夏威夷考艾島導彈試驗基地發射一枚中程彈道導彈作為靶彈，隨後由約翰·保羅·瓊斯號驅逐艦 (DDG-53)發射SM-3 Block IIA將靶彈擊落，該次試射亦是首次由配備神盾戰鬥系統的艦艇所發射。
2017年6月21日，美国导弹防御署宣佈美國海軍於當日晚上七時在夏威夷外海進行的SM-3 Block IIA的第2次攔截模擬中程彈道導彈測試失敗，該次試射從夏威夷考艾島導彈試驗基地發射一枚中程彈道導彈作為靶彈，隨後由約翰·保羅·瓊斯號驅逐艦 (DDG-53)發射SM-3 Block IIA，雖然驅逐艦上的AN/SPY-1 3D相位陣列雷達成功追蹤目標，但SM-3 Block IIA卻未能成功攔截該枚靶彈。
2018年1月31日，美国导弹防御署宣佈美國海軍在夏威夷外海進行的SM-3 Block IIA的第3次攔截模擬中程彈道導彈測試失敗。
2018年10月26日，美国导弹防御署宣佈美國海軍在夏威夷外海進行的SM-3 Block IIA的第4次攔截模擬中程彈道導彈測試。該次試射從夏威夷考艾島導彈試驗基地發射一枚中程彈道導彈作為靶彈，隨後由約翰·芬恩號驅逐艦 (DDG-113)發射SM-3 Block IIA，驅逐艦上的AN/SPY-1 3D相位陣列雷達追蹤目標，導彈攔截並成功擊中目標。
2020年11月17日，美国导弹防御署和装备有“神盾”弹道导弹防御系统（BMD）的美军驱逐舰首次成功拦截洲际弹道导弹（ICBM）。根据初步数据，该试验证明SM-3 Block IIA导弹具有拦截洲际弹道导弹目标的能力。。
2022年11月，两艘日本“摩耶”级驱逐舰在夏威夷附近成功进行“标准”-3 BlockIIA拦截弹的反导试验。

## 使用國家

### 美國
2024年4月，伊朗襲擊以色列期間， 美軍卡尼號驅逐艦及阿利·伯克號驅逐艦上約4到7枚SM-3飛彈被用以擊落至少6枚伊朗彈道飛彈，為此飛彈型號首次投入戰場。

### 日本
2007年12月，日本測試成功SM-3 block IA飛彈於金剛級神盾艦上發射攔截飛彈。這也是日本第一次使用神盾戰鬥系統演練攔截飛彈，先前都只是通訊模擬演練。

### 北大西洋公约组织
主條目：北約飛彈防禦系統

#### 波蘭
2010年7月3日，波蘭與美國簽署修訂協議，以建置陸基型SM-3飛彈系統。

#### 羅馬尼亞
2010－2011年，美國宣佈計畫於羅馬尼亞建置陸基型SM-3（Block IB）飛彈系統。

## 發射圖片

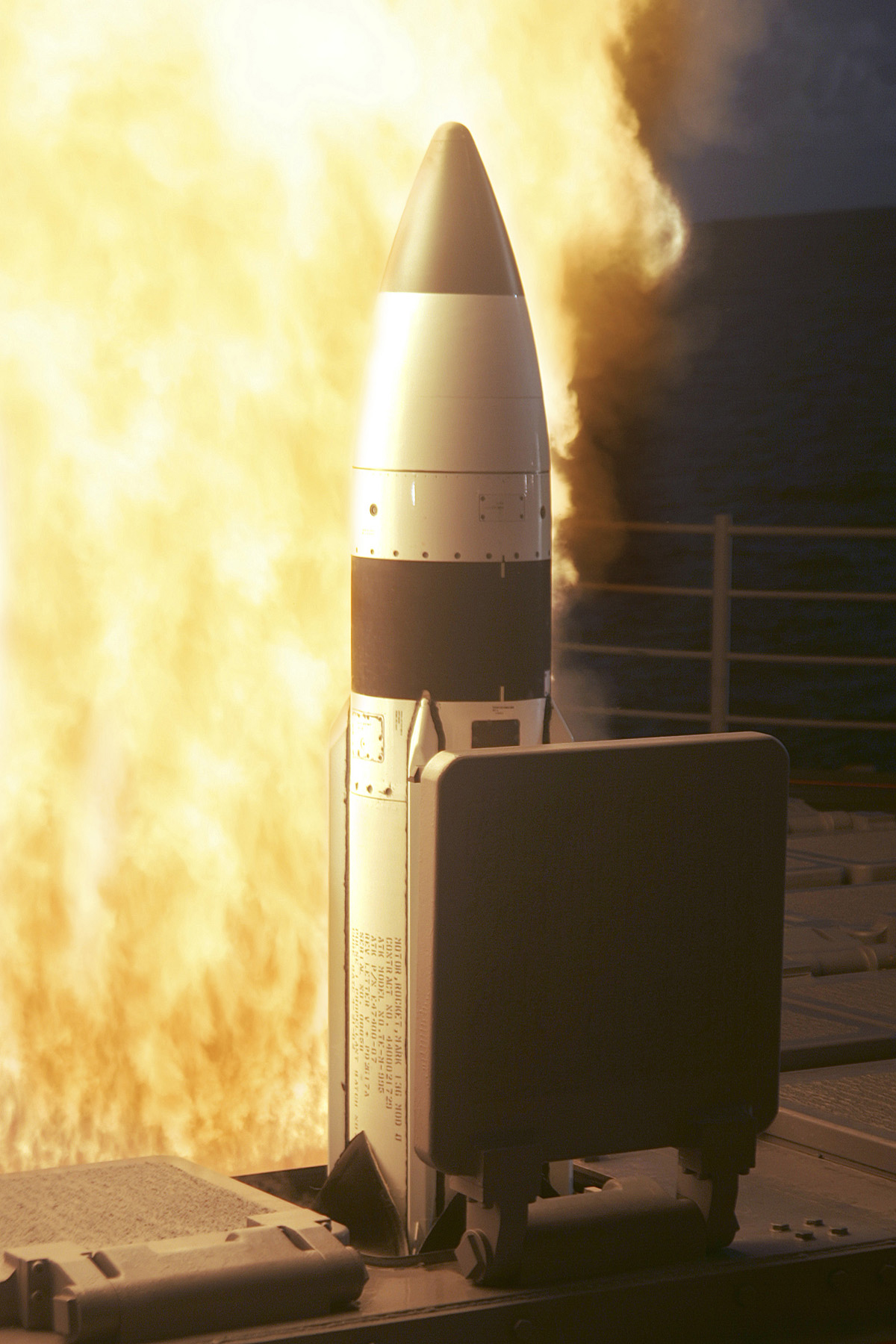
SM-3於USS Lake Erie（CG-70）號上發射，2005
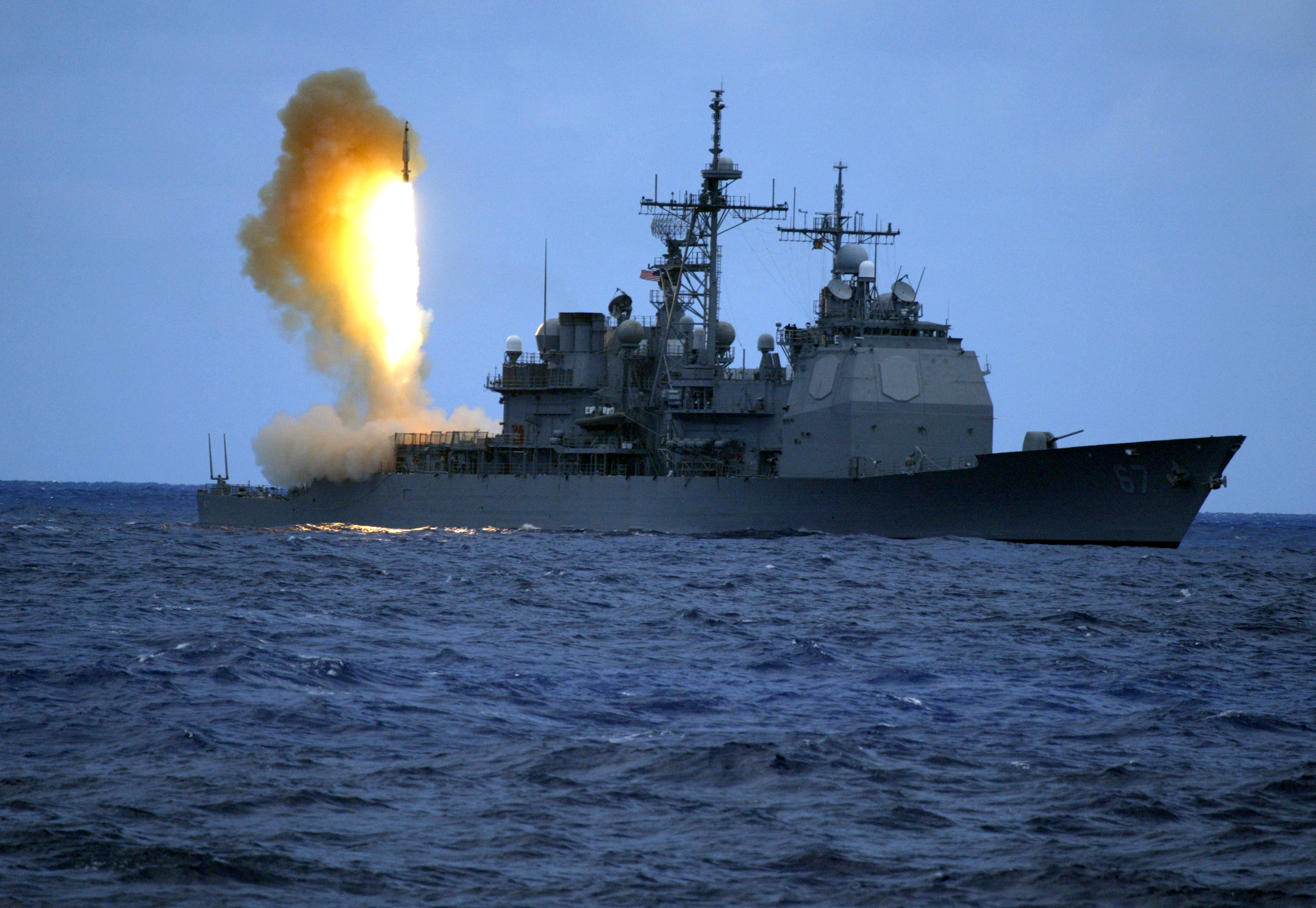
SM-3於USS Shiloh（CG 67）號上發射，2006
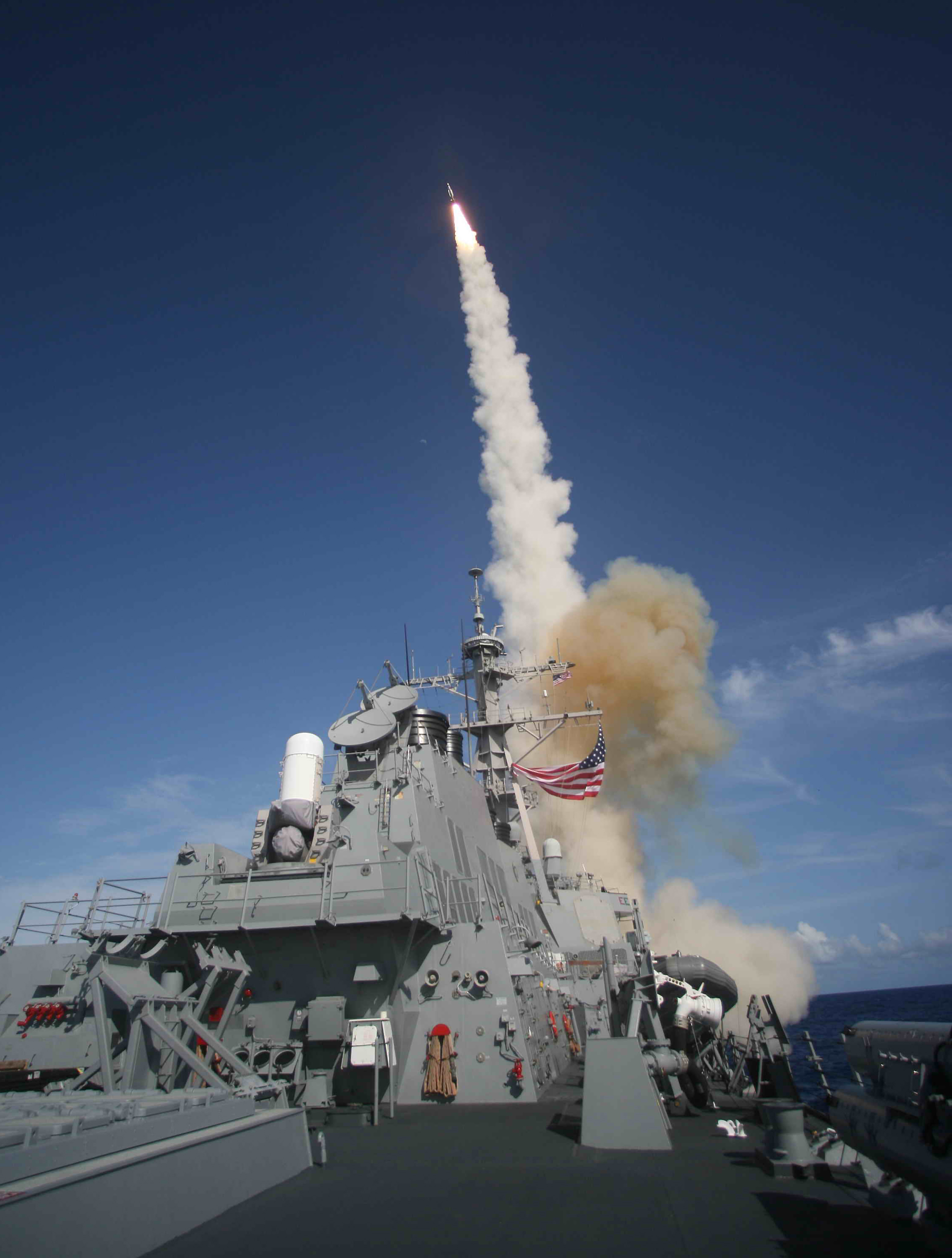
SM-3於USS Decatur（DDG-73）號上發射，2007
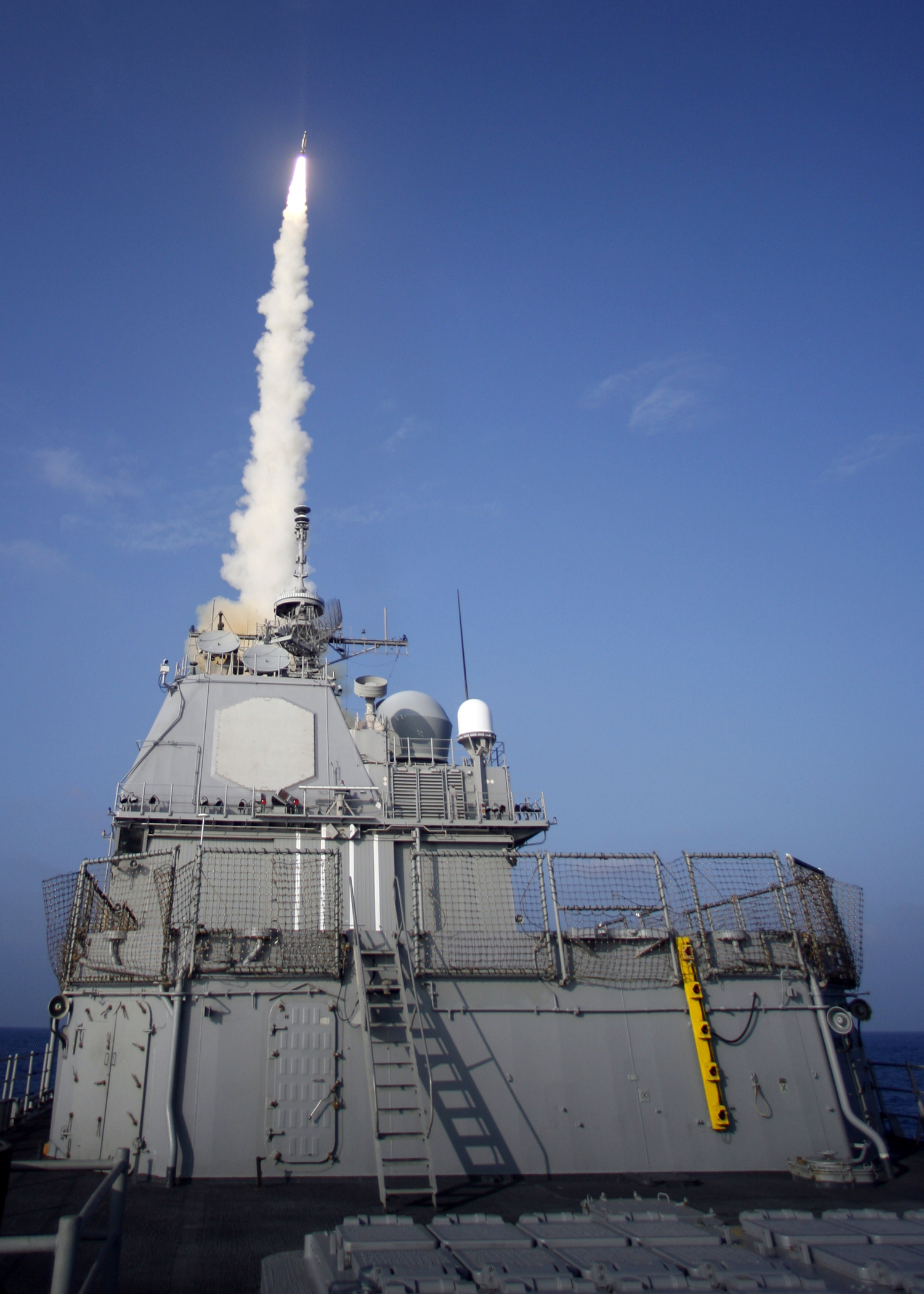
SM-3於USS Lake Erie號上發射，2008

## 參閱
- 神盾戰鬥系統
- 戰區高空防禦飛彈
- 反衛星导弹

## 外部連結
- Designation-systems - RIM-161 Standard SM-3（页面存档备份，存于）
- GlobalSecurity.org - RIM-161 Standard SM-3（页面存档备份，存于）
- Astronautix.com - Raytheon RIM-161 Standard SM-3
- Raytheon SM-3